# Paulhac
Paulhac és un municipi francès del departament de Cantal i la regió d'Alvèrnia-Roine-Alps.